# Guido Macor
Guido Macor, né le 4 octobre 1932 à Udine en Frioul-Vénétie Julienne et mort le 27 février 2024, est un joueur italien de football, qui évoluait en tant qu'attaquant.

## Biographie
Au cours de sa carrière, Macor a évolué avec les clubs de Pro Gorizia, Fanfulla, de la Juventus (avec qui il joue son premier match en bianconero le 20 décembre 1953 lors d'une défaite 1-0 contre le Milan AC en Serie A), Monza, du SPAL, de Genoa, de Catane, Sambenedettese, puis de Trévise.

## Palmarès
Juventus
- Championnat d'Italie :
  - Vice-champion : 1953-54.